# Idée impériale de Charles Quint

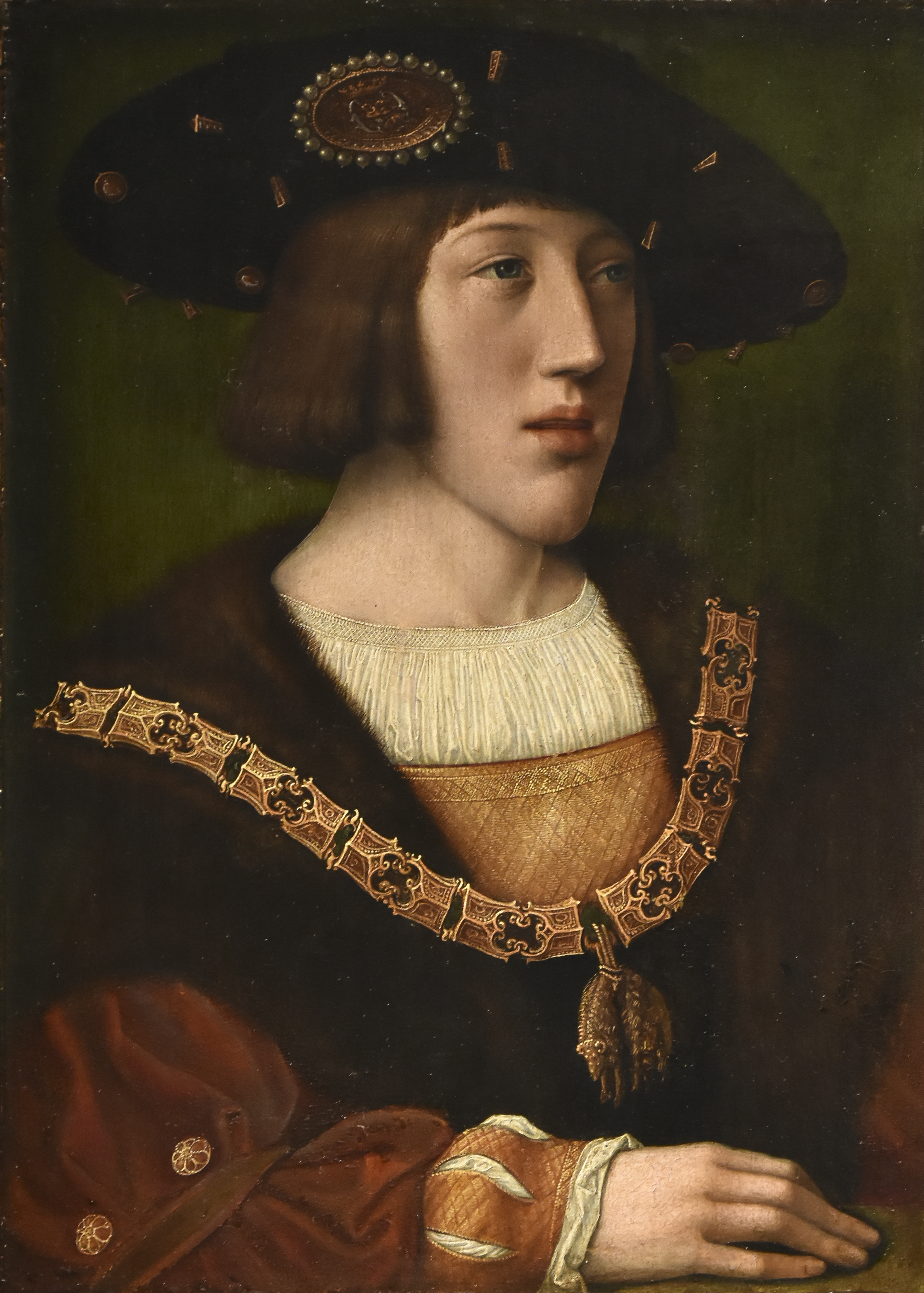
Charles de Habsbourg, adolescent, porte sur ce portrait de Bernard van Orley la décoration bourguignonne de la Toison d'or.

L'idée impériale de Charles Quint, parfois désignée comme « monarchie universelle (es) », fait l'objet d'interprétations très différentes sur sa modernité ou sa « médiévalité ». Sont discutées les formulations mêmes de ses conseillers, le chancelier Mercurino Gattinara, son précepteur flamand Adrien d'Utrecht (future pape Adrien VI) et le castillan Pedro Ruiz de la Mota (es) (évêque de Badajoz, connu sous le nom de docteur Mota), le moine Antonio de Guevara et d'autres parmi lesquels on peut citer Hugues de Moncade, Fernando de Ávalos (marquis de Pescara (es)) ou Alfonso de Valdés. Les oppositions internes (guerre des Communautés de Castille et la Réforme protestante en Allemagne) et externes (essentiellement sa rivalité avec François Ier de France et sa relation ambigüe avec le pape, continuité médiévale entre les deux pouvoirs universels) jouent également un rôle décisif dans sa définition. Il s'agit d'un sujet récurrent en historiographie, surtout depuis la controverse entre Karl Brandi et Ramón Menéndez Pidal (1937).

## Une ou plusieurs idées de l'empire
Le jeune Charles de Habsbourg, né à Gand en 1500, reçoit à la cour flamande une éducation humaniste et chrétienne (c'est l'époque d'Érasme de Rotterdam). À mesure qu'il reçoit un vaste ensemble de territoires à la suite d'héritages successifs (à la mort de son grand-père Ferdinand le catholique en 1516 et de son grand-père Maximilien Ier de Habsbourg en 1519) il obtient l'élection impériale (1519, en conflit avec François Ier de France), il crée, avec l'intervention de plusieurs conseillers, l'idée (ou des idées successives et distinctes) de faire et ce qu'il faut utiliser au bénéfice de son immense pouvoir, à cheval sur le providentialisme et la raison d'État; l'universalisme et d'autres endroits qui peuvent être considérés comme le « centre » de son empire (Flandre, Bourgogne, Allemagne, Castille...); ou l'expansion (colonisation espagnole des Amériques, Afrique du Nord, guerres d'Italie, Europe de l'Est...) et qui sont ses ennemis (protestants, turcs, France, le pape lui-même...) et alliés (principalement le Portugal et l'Angleterre).

## Échecs et cessions
Cette idée impériale est généralement considérée comme un échec, incarné par des renonciations successives. Les missions les plus controversées sont à la fois politiques et religieuses des princes allemands (Diète de Worms, Diète d'Augsbourg), dans le contexte de la Réforme protestante et de la guerre de Schmalkalden. L'affectation des charges et dignités qu'implique le démembrement territorial de l'empire n'est pas imposée par une force d'opposition, mais résulte de décisions totalement volontaires pour mettre en place des trônes au profit de certains membres de sa famille ayant sa confiance. La première renonciation est celle qui affecte les territoires de l'archiduché d'Autriche, cédé en 1520 à son frère Ferdinand Ier du Saint-Empire, avec la prétention de succéder au saint empire et aux territoires de la Couronne de Hongrie (1527). Cette décision est à l'origine, par la suite, de la division de la dynastie entre Autrichiens de Vienne et Autrichiens d'Espagne.

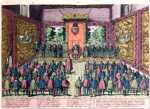
Gravure de Frans Hogenberg, XVIe siècle.
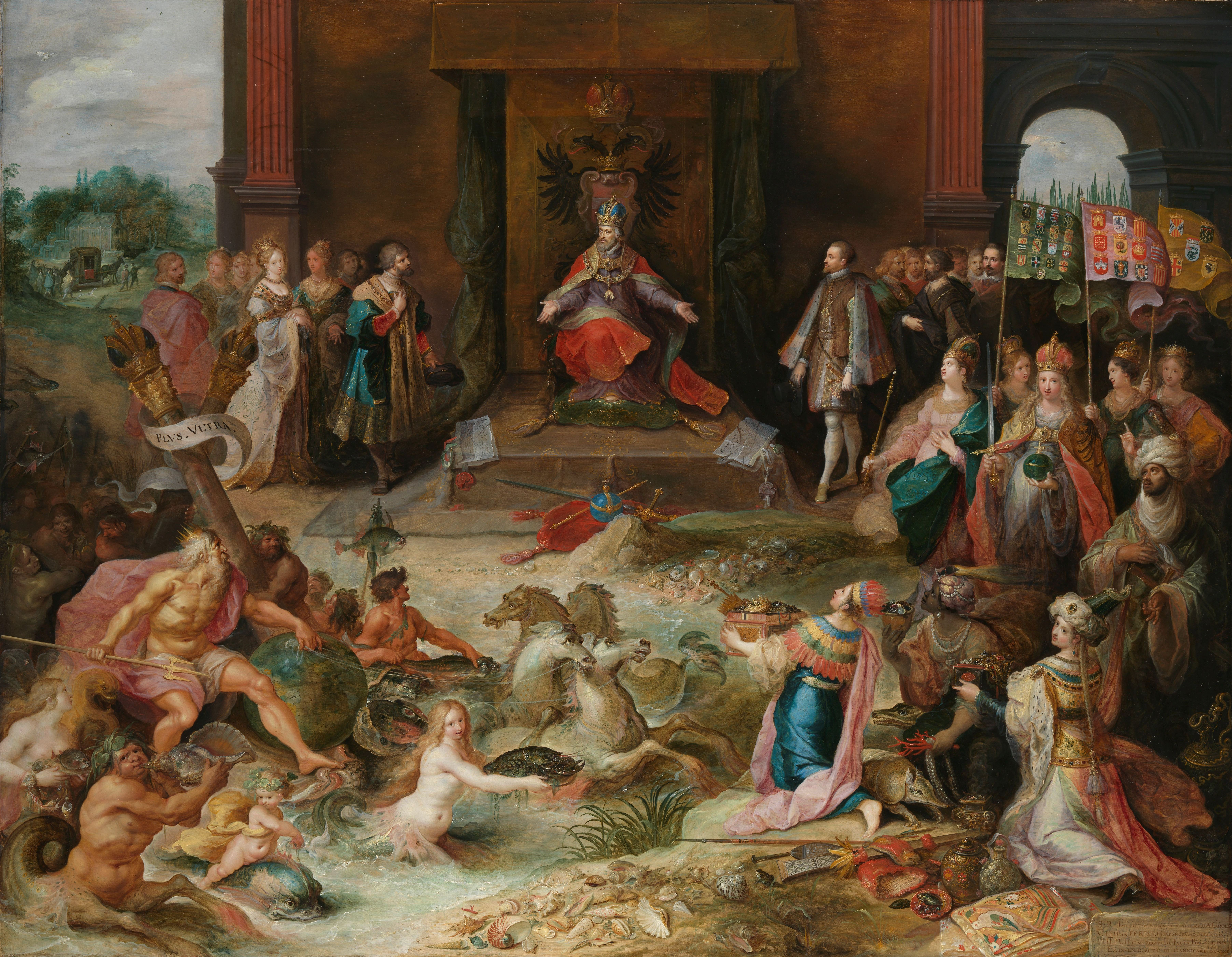
Frans II Francken, Allégorie de l'abdication de l'empereur Charles Quint à Bruxelles, ca. 1620.
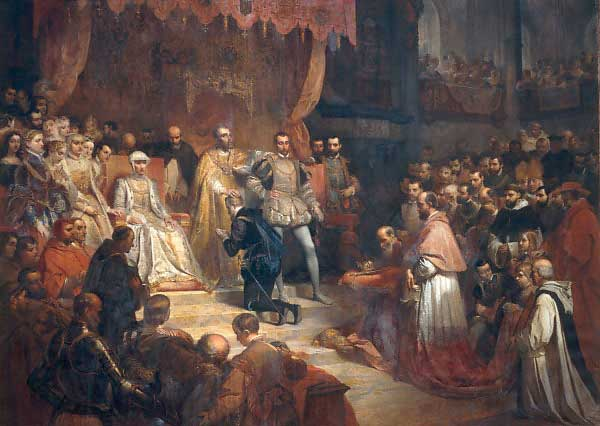
Louis Gallait, Abdication de Charles Quint, 1841.

## L'abdication de Bruxelles

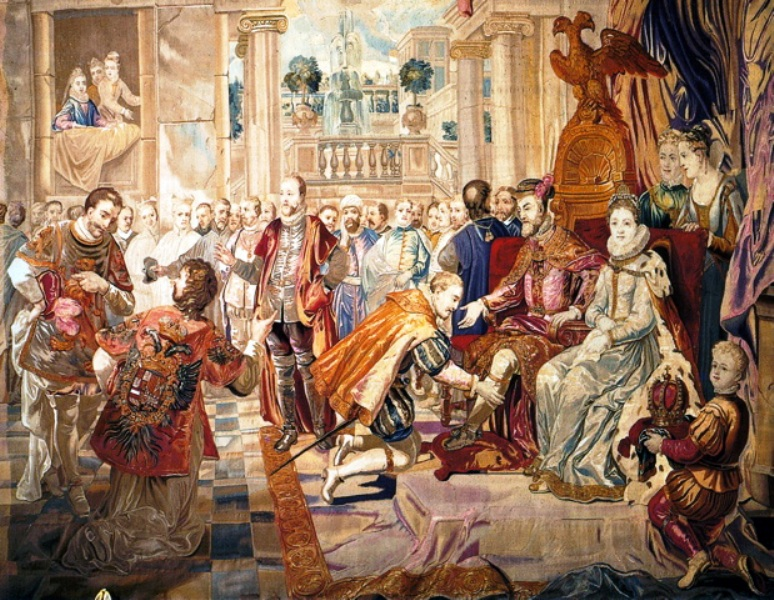
L'empereur Charles, âgé, abdique en faveur de son fils Philippe II, devant les dignitaires présents au palais du Coudenberg de Bruxelles (parmi eux Guillaume d'Orange, futur protagoniste de la révolte des Flandres). Assise à côté du trône, sa sœur Marie, régente des Pays-Bas, reine douairière de Hongrie (meurt en 1558, moins d'un mois après Charles Quint). Tapisserie flamande du XVIIIe siècle (Leyniersss et Reydams). Il existe d'autres représentations de cet épisode.

Pour la dernière renonciation, quelques mois après la mort de sa mère (Jeanne « la folle », reine nominale de Castille, d'Aragon, de Navarre et Naples, recluse à Tordesillas depuis 1514, et décédée le 12 avril 1555), il s'entoure en grande pompe à la cour pour ce qui est appelé l'« abdication de Bruxelles » (25 octobre 1555 - janvier 1556), par laquelle il renonce à l'Empire en faveur de son frère Ferdinand (la démission n'est pas formellement acceptée avant le 3 mai 1558, mais il est dessaisi des obligations impériales bien avant) et cède à son fils Philippe II (à qui il a donné le duché de Milan et le royaume de Naples en 1554) les territoires flamands, bourguignons et espagnols (ainsi que l'empire d'outre-mer et les territoires italiens restants). Afin de ne pas s'ingérer dans les affaires politiques et de se consacrer aux questions spirituelles, Charles se retire au monastère de Yuste, où il meurt quelques années plus tard (21 septembre 1558). Quelques mois plus tard, la mort de la reine d'Angleterre Marie Tudor (17 novembre 1558), épouse de Philippe II, entraîne une encore plus importante « hispanisation » de la conduite politique de celui-ci.

## Source de la traduction
- (es) Cet article est partiellement ou en totalité issu de l’article de Wikipédia en espagnol intitulé « Idea imperial de Carlos V » (voir la liste des auteurs).